# Tribunal Revolucionario

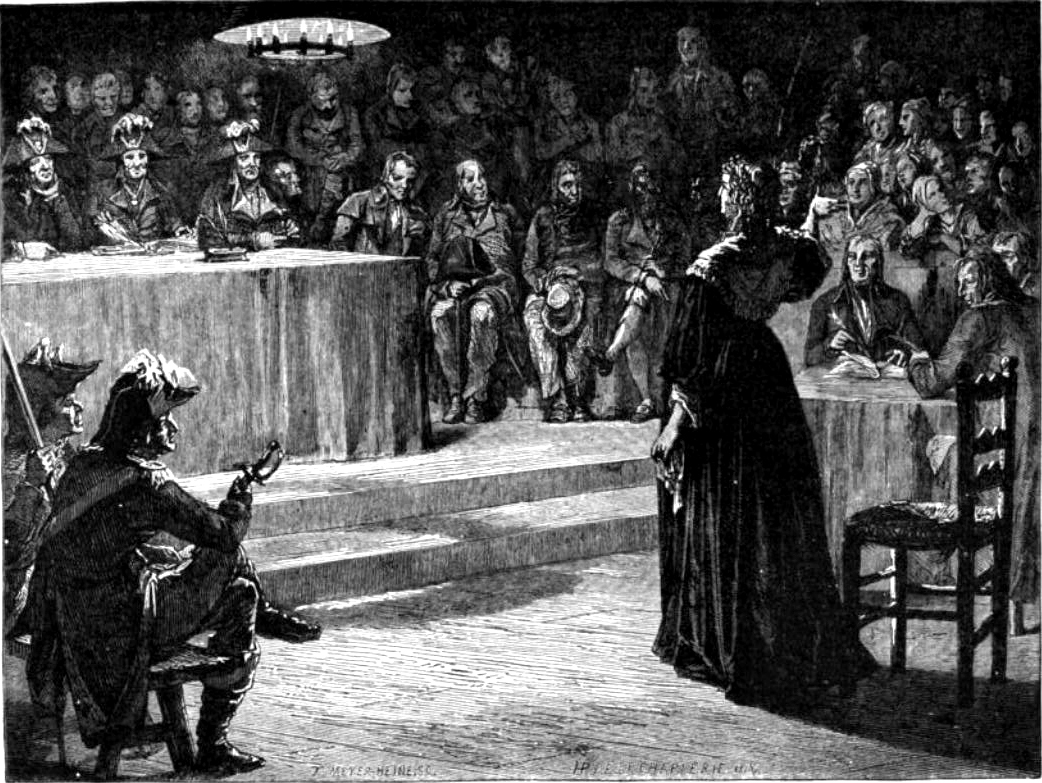
La reina María Antonieta ante el Tribunal Revolucionario, ilustración de París a través de los siglos de Henri Gourdon de Genouillac, 1881

El Tribunal Revolucionario fue una institución jurisdiccional extraordinaria que funcionó en dos etapas distintas de la Revolución francesa. En la primera ocasión, fue creado al calor de la jornada insurreccional del 17 de agosto de 1792, bajo el impulso de la Comuna insurreccional de París y con el objeto inicial de perseguir a los que se opusieron a la insurrección y participaron en la defensa del palacio de las Tullerías. En la segunda ocasión, fue restablecido bajo la autoridad de la Convención Nacional el 10 de marzo de 1793, con el propósito de combatir eficazmente las amenazas contrarrevolucionarias exteriores e interiores. Su actividad en esta segunda etapa estuvo estrechamente ligada a la dictadura del Terror.

## El Tribunal del 17 de agosto de 1792
Tras la jornada revolucionaria del 10 de agosto de 1792, que culmina en el asalto de la residencia real en el palacio de las Tullerías, y la consiguiente caída de la Monarquía constitucional, la Comuna insurreccional de París creó el llamado Tribunal del 17 de agosto, por la fecha del decreto de su creación. Entre los principales impulsores de este Tribunal se encontraba Robespierre. 
Aunque inicialmente la actividad del Tribunal se orientó hacia la depuración y juicio de las acciones contrarias a la insurrección y de defensa del palacio de Tullerías frente al asalto popular, la presión popular parisina (de los sans-culottes y jacobinos), a partir del 11 de septiembre de 1792 asumió también la competencia sobre el crimen común ocurrido en el departamento de París. El tribunal criminal regular de París se vio así reemplazado de facto por el Tribunal especial, como consecuencia del descrédito de sus miembros ante la pujanza jacobina.
La actividad del Tribunal especial se mantuvo hasta el 29 de noviembre de 1792, cuando la Convención decretó su supresión y el retorno de sus casos a las jurisdicciones ordinarias.

## El Tribunal Criminal Extraordinario (10 de marzo de 1793)
El 10 de marzo de 1793, la Convención Nacional aprobó, a propuesta de los jacobinos Georges-Jacques Danton, Robert Lindet y René Levasseur y con la oposición de los girondinos, el decreto de creación del Tribunal Criminal Extraordinario. Este segundo Tribunal Revolucionario retomaba buena parte de las características del Tribunal del 17 de agosto.
Esta institución es el principal elemento de la justicia revolucionaria durante la época convencional, y en particular es uno de los instrumentos principales de la estrategia jacobina de terrorismo y represión de los adversarios políticos contrarrevolucionarios.

### Sede, composición y funciones
El Tribunal Revolucionario tenía su sede en el Palacio de la Conciergerie, en París. El Tribunal era nombrado por la Convención y estaba compuesto por:
- La Mesa del Tribunal, formada por 5 magistrados, uno de ellos presidente.
- El Jurado, de 12 miembros.
- El Ministerio Público, formado por un fiscal y dos suplentes.

Como tribunal extraordinario, su jurisdicción era prácticamente ilimitada. En principio, su actividad se centraba en la persecución de los atentados contra la libertad, la igualdad, la unidad o la indivisibilidad de la República. Ello comprendía desde la seguridad interior y exterior del Estado, los complots monárquicos y cualquier otro tipo de amenaza contra el régimen de la Convención. Sus decisiones no podían ser objeto de recurso ante ninguna otra instancia. En la práctica, se convirtió en un instrumento de la dictadura robespierrista para depurar la Convención, reprimir y exterminar a sus adversarios políticos, tanto a la izquierda como a la derecha.